# Лубенський насіннєобробний завод

Лубенський насіннєобробний завод є філією ПАТ «Державна продовольчо-зернова корпорація України».

## З історії
В одному із найстаріших поселень Полтавщини, заснованому ще у 988 році Великим князем Київським Володимиром — місті Лубни, неодноразово руйнованому зайдами-завойовниками, оповитому славною історією, пов'язаною з козацькою добою, духовними православними святинями та періодом Полтавської битви (1709 р.), до котрої воно упродовж століть було найбільшим містом на теренах краю, саме тут, серед неймовірної краси Посулля у 1938 році з'явилося підприємство, що з роками стало провідним заводом в галузі хлібопродуктів України з підвищення якості майбутнього посівного матеріалу зернових культур (жито, пшениця, ячмінь, кукурудза та ін.).
У перші роки свого існування це підприємство мало назву «Лубенська реалізаційна база», яке включало лишень декілька складів для зберігання збіжжя, борошна та крупів.
Залишивши у далекому минулому тяжкі роки повоєнної відбудови, розвиток продуктивних сил на селі обумовив збільшення обсягів площ під посівами кукурудзи, а відтак виникла проблема щодо підготовки високоякісного насіння у цьому зв'язку. Адже, ще до середини 50-х років XX століття відбором насіння кукурудзи на посів колгоспниці у господарствах, де вирощувалася ця культура, займалися в ручну.
На задоволення цієї потреби в країні розпочалося системне будівництво кукурудзо-калібрувальних заводів, у числі цих новобудов постав саме такий завод на території Лубенської реалбази. Зокрема, у 1969 році став до ладу кукурудзокалібрувальний цех продуктивністю 28 тонн в зміну, а у 1971 році було побудовано насіннєобробний цех продуктивністю 5 тисяч тонн насіння в сезон.
Тоді ж «Лубенська реалбаза» була перейменована у «Лубенський насіннєобробний завод».
У наступні роки матеріально-технічна база заводу розширювалася: з'являлися нові склади для зберігання зерна та зерносушарки.
Після реконструкції насіннєобробного цеху (1983—1985 рр.) його продуктивність зросла до 20 тис. тонн насіння за сезон.
У 80-90-і роки минулого століття завод славився виробництвом насіння каліброваної кукурудзи, яка експортувалася до Німеччини. Це давало значні прибутки підприємству.
У 1999 році «Лубенський насіннєобробний завод» включено до виробничої структури Державної Акціонерної Компанії «Хліб України» (постанова Кабінету Міністрів України від 22.09. 1988 р. № 1498).
Рішенням Кабінету Міністрів України (постанова від 11.08.2010 р. № 764) «Лубенський насіннєобробний завод» був переданий до статутного капіталу новоутвореної Державної продовольчо-зернової корпорації на правах відокремленого підрозділу — філії.

## Сучасні дні
Нині завод надає послуги з приймання, сушіння, очистки, зберігання та відвантаження зерна, здійснює калібровку гібридної кукурудзи з затарюванням у крафт-мішки, доводить насіння інших зернових культур до посівних кондицій, займається комерційною діяльністю з реалізації зерна.
Загальна ємність зернових приміщень заводу становить 66, 7 тис. тонн.
У період заготівлі збіжжя нового врожаю забезпечується (у разі потреби) його просушування на зерносушарках (ДСП-32-2 — потужністю 64 тонни на годину, СКП-6 — потужністю 150 тонн у зміну).
Контроль за станом зерна, що зберігається на підприємстві, здійснюється працівниками виробничо-технологічної лабораторії.
Колектив заводу — це — 121 працюючий, у числі яких ветерани праці: Т. М. Лаврик — заступник директора з якості (начальник ВТЛ), А. Г. Денисенко — інженер з охорони праці, Н. М. Корніяченко — бухгалтер, В. М. Смірнов — електромонтер, М. М. Ступка — апаратник обробки зерна, Г. М. Каретник — технік-лаборант та інші.
На підприємстві своєчасно виплачується заробітна плата. До послуг працюючих заводська їдальня та буфет, де працівники можуть придбати продукти за пільговими цінами. Такі форми соціально-орієнтованого підприємництва гуртують колектив, додаючи віри у майбутнє та бажання працювати краще і якісніше.